# Murati (miejscowość w Estonii)
Murati – wieś w Estonii, w prowincji Võru, w gminie Haanja. W pobliżu miejscowości znajduje się jezioro Murati.